# Dalovice, Karlovy Vary
Dalovice là một làng thuộc huyện Karlovy Vary, vùng Karlovarský, Cộng hòa Séc.